# دوب (بایینا باشتا)
دوب (به صربی: Dub) یک منطقهٔ مسکونی در صربستان است که در بایینا باشتا واقع شده‌است. دوب ۴۱۹ نفر جمعیت دارد.